# Barcouço
Barcouço ist eine Gemeinde (Freguesia) im portugiesischen Kreis Mealhada. In ihr leben 2090 Einwohner (Stand 19. April 2021).